# Orivesi (See)
Der Orivesi ist ein See im Südosten Finnlands. 
Mit einer Fläche von 601,3 km²
ist er der siebtgrößte des Landes. Orivesi ist ein bedeutendes Stromgebiet des Saimaa-Seensystems. Der See hat mehrere Inseln.
Der Paasselkä bildet seinen südwestlichen Teil.
Der Pyhäselkä liegt im Nordosten.
Über einen Sund bei Savonranta ist der Orivesi mit dem Haukivesi verbunden.